# 光井愛佳
光井 愛佳（みつい あいか、1993年1月12日 - ）は、日本の元歌手、元アイドルであり、ハロー!プロジェクトの元メンバー、モーニング娘。の元メンバー（8期）である。愛称は愛佳、みっつぃー。イメージカラーはラベンダー。
兵庫県出生、滋賀県大津市育ち。血液型O型。身長158cm。ジェイピィールームに所属していた。

## 略歴
2006年
- 12月10日、『モーニング娘。HAPPY8期オーディション』で応募者6,883名の内の唯一の合格者となる。スタジオでの最終審査では「大阪 恋の歌」を歌唱[3]。

2007年
- 1月27日、横浜アリーナで開催された『Hello! Project 2007 Winter〜集結! 10th Anniversary〜』公演にてモーニング娘。としての初舞台。
- 2月8日、「うたばん」にて音楽番組初出演。
- 2月11日、モーニング娘。の冠番組『ハロー!モーニング。』に合流。しかし、収録時期の問題上か「ハロモニ。アカデミー」と「ハロプロちゃんねる。」のコーナーにしか出演していなかった。また、後者のコーナーではコーナー最終回直前でレポーターも担当した。
- 2月14日、シングル「笑顔YESヌード」にてCDデビュー。
- 3月17日 - 5月6日、『モーニング娘。コンサートツアー2007春 〜SEXY 8 ビート〜』公演にてモーニング娘。単独のコンサートツアーに初参加。
- 4月、地元である滋賀のFM局e-radioの番組『radio drive』内にて、自身初のレギュラーラジオ『モーニング娘。光井愛佳の、愛 say hello』がスタート。
- 5月13日、渋谷C.C.Lemonホールにて開催された『第一回ハロー!プロジェクト新人公演』に出演。
- 9月12日、公式サイトにてアテナ&ロビケロッツに参加することが発表された[4]。
- 11月、『ハロモニ@』内の企画にて『きらりん☆レボリューション』のキャラクターぐろっさんの声優に抜擢される。

2008年
- 4月5日、八王子市民会館で行われた『モーニング娘。コンサートツアー2008春〜シングル大全集〜』昼公演終了後に体調不良を訴え、同日夜および翌4月6日の公演を欠席した。診察の結果急性虫垂炎と診断され2週間の安静、加療が必要となったため12日と13日の3公演も欠席することになった[5]。
- 9月27日 - 11月30日、『モーニング娘。コンサートツアー2008秋〜リゾナントLIVE〜』において、初のソロ歌唱オリジナル曲「私の魅力に気づかない鈍感な人」を披露した。

2009年
- 3月28日、『モーニング娘。コンサートツアー2009 春〜プラチナ 9 DISCO〜』滋賀、びわ湖ホール公演が行われ、自身念願だった凱旋公演を果たす。
- 4月3日、公式サイトにてガーディアンズ4に参加することが発表された[6]。
- 5月15日、公式サイトにて、左足人差し指の軟骨の一部が剥離しておりその除去手術を受けるため、23日（大阪）24日（東京）に行われる新ファンクラブHello! Project発足記念『ハロプロ☆ミーティング』を欠席することが発表された[7]（但しイベント自体は、新型インフルエンザの関西地区での感染拡大を受けて、両日とも中止となっている）。なお、手術を終え5月30日に開催された『「しょうがない 夢追い人」発売記念イベント』より復帰している。
- 6月16日、7月15日に発売された『チャンプル①〜ハッピーマリッジソングカバー集〜』に収録された「赤いスイートピー」のカバーで新生タンポポ（タンポポ#）が結成されることが発表される。
- 7月、『Hello! Project 2009 SUMMER 革命元年 〜Hello! チャンプル〜』にて、タンポポ#でオリジナル曲「アンブレラ」を歌唱。

2010年
- 10月13日、DVD『リアル隠れんぼファイナル』に主演することが発表された。
- 12月15日、初のソロ写真集『愛佳』とDVD『みっつぃー』が発売されることが発表された。

2011年
- 5月8日、左足関節に違和感を覚え、翌5月9日に病院で診察を受けた結果「左距骨疲労骨折」と診断された[8]。ただしイベントやコンサートにはスケジュール通り参加しており、その際のパフォーマンスは椅子に座った状態で行っていた。しかし、その後も症状が継続しており、7月28日に改めて約8週間の安静・加療が必要と診断され、坐骨神経痛と診断された鞘師里保とともに7月30日から8月14日までの『Hello! Project 2011 SUMMER』コンサートを休むことが公式サイトにて発表された[9]。その後8月25日に、出演予定であった『モーニング娘。コンサートツアー2011秋 愛 BELIEVE〜高橋愛 卒業記念スペシャル〜』、舞台『リボーン〜命のオーディション〜』に出演しないことが発表された[10]。
- 9月30日、休養中であったが、『モーニング娘。コンサートツアー2011秋「愛 BELIEVE〜高橋愛 卒業記念スペシャル〜」』日本武道館公演の高橋愛卒業セレモニーに松葉杖を突き登場した[11]。
- 11月23日、よみうりランドで行われた『ハロー!プロジェクト☆フェスティバル2011』に登場。パフォーマンスには参加しなかったものの、松葉杖等を使わず自力で歩いて登場し、順調に回復していることを報告した[12]。

2012年
- 1月12日、19歳の誕生日に、アメーバブログにて『光井愛佳オフィシャルブログ「aika」』を開始[13]。
- 2月18日、『モーニング娘。コンサートツアー2012春 〜ウルトラスマート〜』がスタート。リハビリ中のため全編参加ではないものの、約半年ぶりにコンサートステージ上でのパフォーマンスに本格的に参加した[14]。
- 5月4日、先述した疲労骨折の影響から、5月18日に行われる『モーニング娘。コンサートツアー2012春 〜ウルトラスマート〜 新垣里沙卒業記念スペシャル』をもって、モーニング娘。を卒業することを発表。なお、ハロー!プロジェクトには引き続き在籍することとした[15]。
- 5月18日、日本武道館で行われた『モーニング娘。コンサートツアー2012春 〜ウルトラスマート〜 新垣里沙 光井愛佳卒業記念スペシャル』をもって、新垣里沙と共にモーニング娘。を卒業。
- 7月、『Hello! Project 誕生15周年記念ライブ 2012 夏』にMCとしてまことと共に出演。以降、Hello! Projectのコンサートには主にMCとして参加している。
- 10月1日、所属事務所をジェイピィールームへ移籍。
- 11月7日、SATOYAMA movementから生まれた新ユニットGREEN FIELDSに参加。シングル「フォレフォレ 〜Forest For Rest〜/Boys be ambitious!」（DIY♡/GREEN FIELDS）が発売された。

2013年
- 4月3日、GREEN FIELDSの2ndシングル「都会田舎（トカイナカ）の彼」が発売された。
- 5月8日 - 12日、舞台『屋上ワンダーランド』に出演。モーニング娘。卒業後初めての本格的舞台出演を果たす。
- 12月31日、英語を習得するために海外留学し、芸能活動を休止することを発表した[16]。

2015年
- 4月24日、留学を終え、帰国したことをブログで公表した[17]。帰国後、ハロー!プロジェクトをはじめとするアップフロントグループのライブ等を英語でリポートする活動を始めた。

2016年
- 1月1日、中野サンプラザで行われた『Hello! Project COUNTDOWN PARTY 2015 〜GOOD BYE & HELLO!〜』第2部に高橋愛・新垣里沙と「モーニング娘。OG」として出演。現役メンバー（譜久村聖・生田衣梨奈・飯窪春菜・石田亜佑美）とともにパフォーマンスを披露した。
- 7月4日、実践的な英語を習得するため、最初の留学先であるニュージーランドに戻ることをブログで発表した[18]。

2018年
- 11月3日、事務所との専属マネージメント契約を終了。これをもって芸能界を引退し、以後はニュージーランドで学んだ料理の道に進みたい意向であるとした[19][20]。

## 人物
非常に気だるい喋り方をつんく♂に褒められたことがある。   
自他共に認める「お姉ちゃん子」で、8歳年上の姉とは仲が良い。
元℃-uteの萩原舞とは特に仲が良い。同じく、元℃-uteの有原栞菜とは第1回新人公演で共演して仲良くなり、「よくかんなちゃんに似てるって言われてた」「双子みたいな感じ」「一緒にユニット組んだらおもしろそう」と語っている。
好きな食べ物はイチゴ。苦手な食べ物はチョコレート。
料理が得意。田中れいなは自身のブログで「あいかにつくってもらった〜」と何度も紹介している。  
特技はマッサージ。以前の公式プロフィールでは「特技：ボウリング」となっていた。
虎（特にホワイトタイガー）が好きで、虎のデザインされた洋服などを好んで着ている。
ディズニー好きで、東京ディズニーランドの年間パスポートを購入している。   
好きな男性のタイプは竹内力、尊敬する女性は土屋アンナを挙げている。
青空の岡友美とは、ラジオ番組で共演した際にメールアドレスを交換し、メールのやり取りをしている。
小林万桜とは『リアル隠れんぼファイナル』での共演をきっかけに親しくなった。
8期オーディションを見ていた、田中れいなや当時ハロプロエッグ（現・ハロプロ研修生）に在籍していた元アンジュルム（旧・スマイレージ）の福田花音は、光井が選ばれると予想していたという。
骨粗鬆症が若い女性でも起こり得ると指摘する記事で、光井の疲労骨折が一例として取り上げられた。

## 作品

### 映像作品
- みっつぃー（2011年1月25日、UP-FRONT WORKS）[35] - e-LineUP!限定販売

## 出演

### テレビ
- ハロー!モーニング。（テレビ東京他）
- ハロモニ@（テレビ東京）
- よろセン!（テレビ東京）
- きらりん☆レボリューション（テレビ東京、声優として） - ぐろっさん 役
- ハロプロ!TIME（2011年 - 2012年、テレビ東京）
- ハロー!SATOYAMAライフ（2012年 - 、テレビ東京）
- 方言彼女。0（2012年10月、東名阪ネット6）
- ぶらりお散歩カメラ（ジェイコム札幌J:COMチャンネルほか）

### ラジオ
- モーニング娘。光井愛佳の、愛 say hello（2007年4月5日 - 2008年9月18日、e-radio）
- ハロプロやねん!（2007年4月20日・27日・12月14日・2008年6月8日・9日、ABCラジオ）
- TBC FUNふぃーるど・モーレツモーダッシュ（2007年7月18日 - 27日・10月15日 - 26日、TBCラジオ）
- MBSヤングタウン（2012年3月3日・24日・4月7日 - 2013年3月30日、MBSラジオ） - 2012年度レギュラー
- SATOYAMA in KANAGAWA（2012年10月3日 - 2014年1月15日、ラジオ日本）
- ALMA KAMINIITO Sound Map（2013年4月6日 - 9月28日、NACK5・FM AICHI）

### DVDシネマ
- リアル隠れんぼファイナル（2011年1月7日、ブロードウェイ） - 主演[36]

### 舞台
- TOKUGAWA15（2013年3月21日・24日、中野ザ・ポケット） - ゲスト出演
- 屋上ワンダーランド（2013年5月8日 - 12日、あうるすぽっと） - 中原ゆい 役
- 人狼 ザ・ライブプレイングシアター Ｘ 吸血鬼 〜渇愛の宴〜（2013年6月13日 - 16日、吉祥寺シアター） - シンガー・リバティ 役
- ポチッとな。-Switching On Summer-（2013年7月10日 - 15日、俳優座劇場）
- 熱帯男子2（2013年10月12日 - 20日、全労済ホールスペース・ゼロ）
- 私立ハスハス女学院!!（2013年12月20日 - 23日、ブディストホール）[37]

### ライブ
- Hello! Project 誕生15周年記念ライブ 2012 夏 〜Ktkr（キタコレ）夏のFAN祭り!〜 / 〜Wkwk（ワクワク）夏のFAN祭り!〜（2012年7月21日 - 8月19日、3都市18公演） - MC
- Hello! Project 誕生15周年記念ライブ 2013 冬 〜ビバ!〜 / 〜ブラボー!〜（2013年1月2日 - 2月3日、4都市24公演） - MC
- Hello! Project 春の大感謝 ひな祭りフェスティバル2013 〜Thank You For Your Love!〜（2013年3月2日・3日、パシフィコ横浜 展示ホールB 3公演）
- 日比谷野音90周年記念事業 Hello! Project 野音プレミアムLIVE 〜外フェス〜 supported by Hellosmile（2013年5月19日、日比谷野外音楽堂 2公演）
- Hello! Project 2013 SUMMER COOL HELLO! 〜ソレゾーレ!〜 / 〜マゼコーゼ!〜（2013年7月27日 - 8月31日、7都市22公演） - MC
- Hello! Project COUNTDOWN PARTY 2013 〜GOOD BYE & HELLO!〜（2013年12月31日、中野サンプラザ）[38]
- Hello! Project COUNTDOWN PARTY 2015 〜GOOD BYE & HELLO!〜（2015年12月31日、中野サンプラザ）[39]

## 書籍

### 写真集
- 愛佳（2011年1月26日、アップフロントブックス(現・オデッセー出版)、撮影：浅田直也） ISBN 978-4847043437

## 所属ユニット
- モーニング娘。（2006年 - 2012年）
- 企画ユニット
  - アテナ&ロビケロッツ（2007年 - 2008年）
  - ガーディアンズ4（2009年 - 2010年）
  - GREEN FIELDS（2012年 - 2013年）
- シャッフルユニット
  - タンポポ#（2009年 - 2013年）
  - ハロー!プロジェクト モベキマス（2011年）